# Den Døde, der dræber
Den Døde, der dræber er en dansk stumfilm fra 1914 med ukendt instruktør.

## Handling
Denne artikel mangler et handlingsreferat. Hjælp os med at skrive det.